# Narodowa Fundacja Ochrony Środowiska
Narodowa Fundacja Ochrony Środowiska – organizacja pozarządowa utworzona w grudniu 1988 roku. Założycielami byli działacze ekologiczni, dziennikarze i menadżerowie zaniepokojeni stanem środowiska naturalnego w Polsce. W gronie inicjatorów znalazły się również proekologiczne organizacje społeczne i duże jednostki gospodarcze.
W strukturze Fundacji funkcjonują następujące jednostki:
- Biuro Ekspertyz i Studiów Przyrodniczych (Warszawa)
- Ekologiczne Biuro Konsultacyjne (Warszawa)
- Centrum Informacji o Środowisku UNEP/GRID-Warszawa
- Zakład Technicznych Usług Komunalnych (Szczecin)